# Disputa patrimonială dintre Biserica Greco-Catolică și Biserica Ortodoxă Română
În România posttotalitară are loc un conflict administrativ-juridic asupra proprietăților confiscate de regimul comunist de la Biserica Greco-Catolică și cedate Bisericii Ortodoxe Române. Biserica Greco-Catolică cere retrocedarea acestor proprietăți. Nicholas Dean, emisar special al SUA, a declarat într-un interviu publicat la 1 martie 2015 că Biserica Română Unită pare să fie singura din România care nu a beneficiat aproape deloc de principiul restituirii și se află într-o situație chiar mai defavorizată decât comunitatea evreiască.

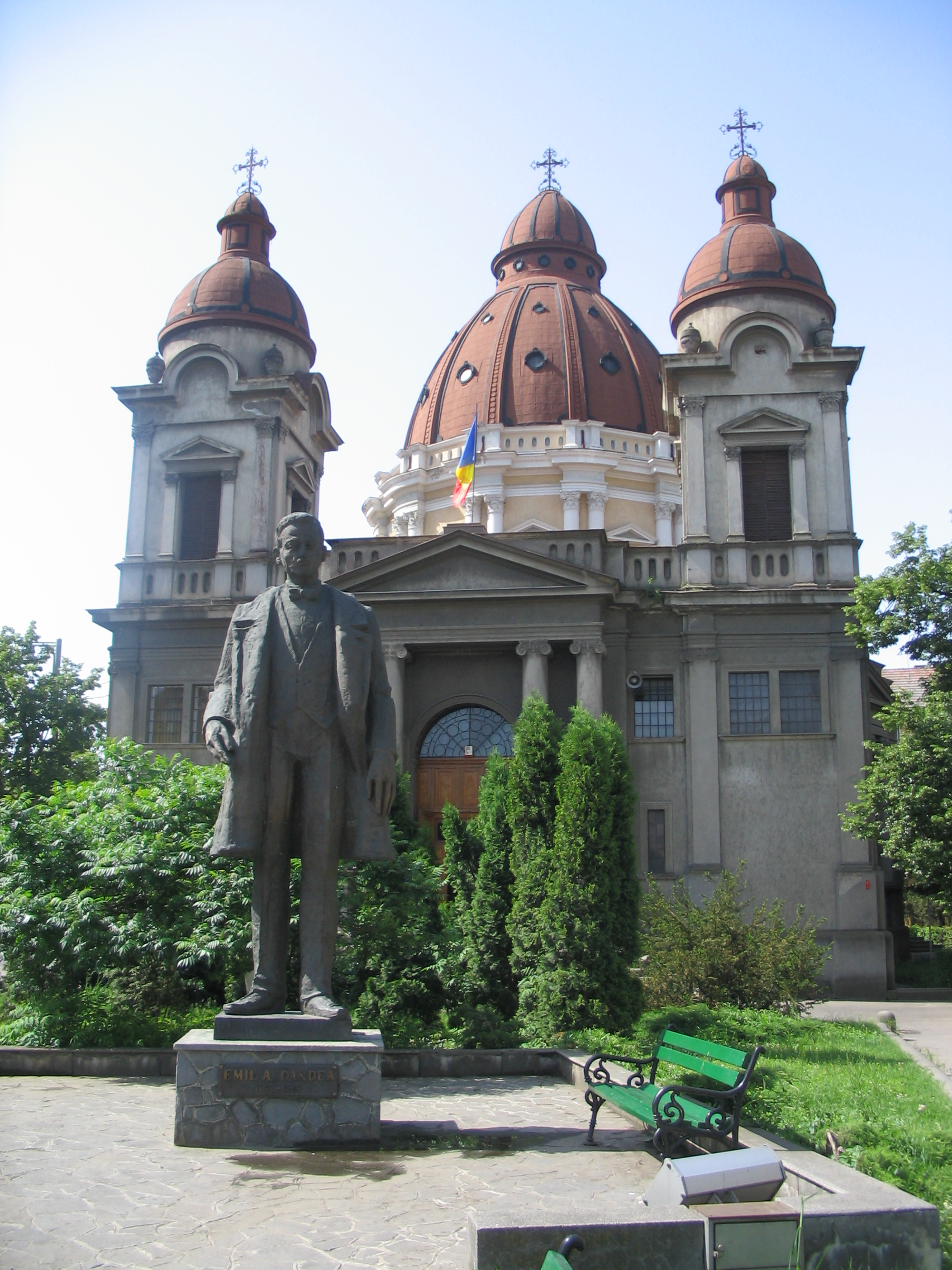
Biserica Buna Vestire din Târgu Mureş

### Presiunile internaționale

#### Rapoartele Departamentului de Stat al Statelor Unite

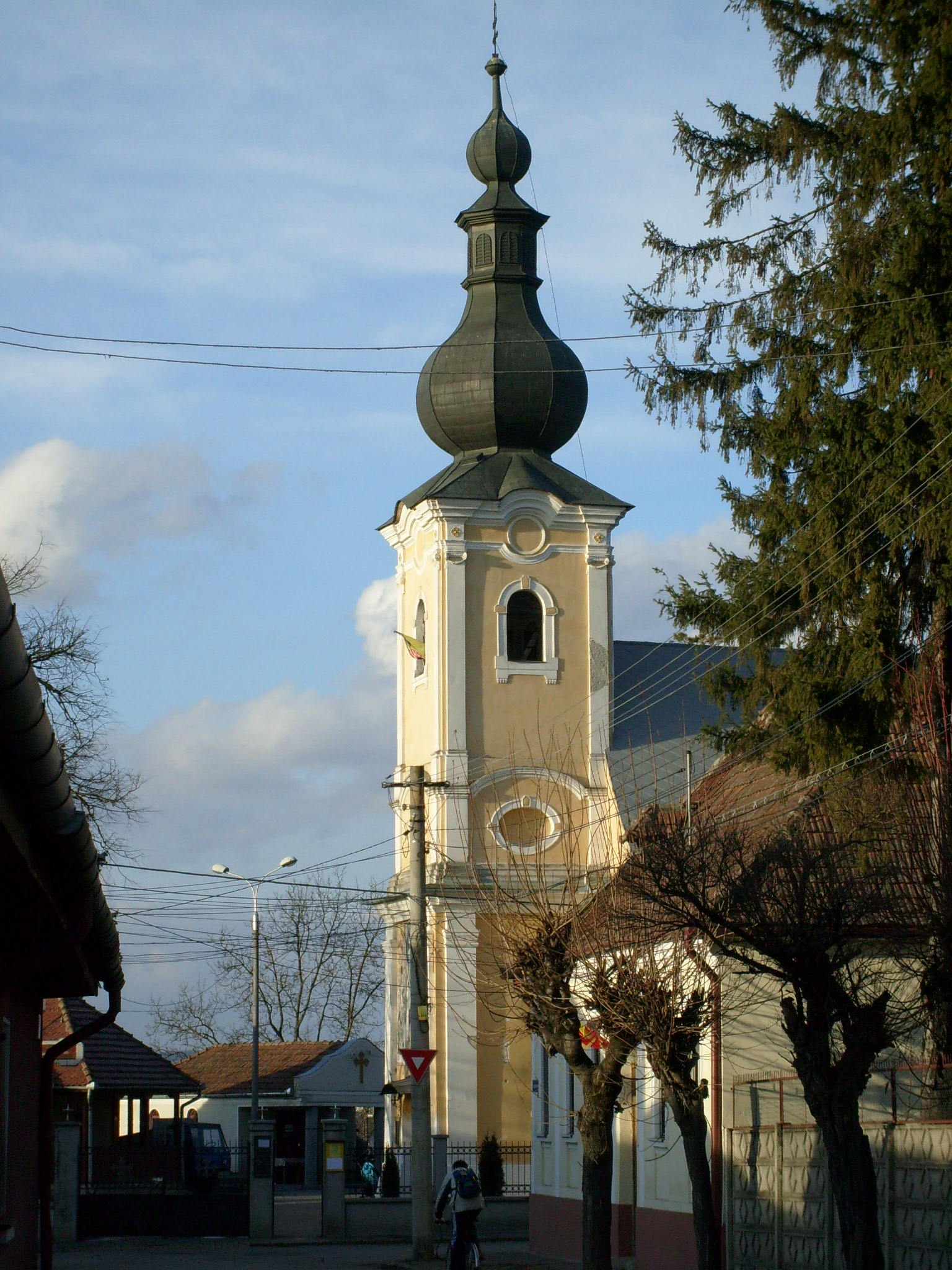
Biserica Bob din Târgu Mureş cu hramul "Învierea Domnului"

Raportul anual al Departamentului de Stat al SUA privind libertatea religioasă în lume, dat publicității în anul 2004 a deplâns nerezolvarea chestiunii restituirii bisericilor greco-catolice. Raportul enumeră demolarea de către ortodocși, sub diferite pretexte, a bisericilor greco-catolice din Vadu Izei, Băișoara, Șmig și Craiova. Este menționată de asemenea intenția de demolare a bisericii Mănăstirii Nicula (vezi pag. 9 a raportului), precum și a bisericii din Ungheni. Raportul arată la pag. 13 că deși Biserica Greco-Catolică a obținut restituirea Mănăstirii Bixad, totuși nu poate intra în posesia ei din cauza opoziției clerului ortodox și a autorităților publice locale, care refuză să pună în aplicare decizia de restituire. De asemenea în orașul Dumbrăveni parohia ortodoxă nu respectă decizia judecătorescă prin care a fost decisă celebrarea alternativă a serviciilor religioase, refuzând să pună la dispoziția comunității greco-catolice lăcașul de cult care aparține acesteia, iar autoritățile locale nu întreprind nimic pentru punerea în practică a deciziei judecătorești.
Noul raport anual al Departamentului de Stat, dat publicității pe 8 noiembrie 2005, a reliefat din nou obstrucționarea retrocedării bisericilor greco-catolice prin atitudinea BOR, arătând că din iulie 2004 și până în aprilie 2005 aceasta a restituit doar două biserici greco-catolice. Raportul prezintă pe larg evoluția situației.

#### Rapoartele Comisiei Europene
Chestiunea restituirii bisericilor greco-catolice a fost inclusă în anul 2002 în raportul de țară întocmit de Comisia Europeană cu privire la stadiul progresului României în drumul spre aderarea la Uniunea Europeană, dat publicității pe 9 octombrie 2002. În următorul raport de țară, dat publicității pe 5 noiembrie 2003, Comisia a consemnat din nou problema restituirii bunurilor BRU. Un an mai târziu, în anul 2004, Comisia a menționat din nou lipsa de progres în privința restituirii bisericilor greco-catolice. Același raport a reliefat ineficiența comisiilor mixte de dialog între BOR și BRU, precum și refuzul unor instanțe de a examina în fond cererile greco-catolicilor, respingând acțiunile cu trimitere la comisiile mixte.

### Evoluția în cursul anului 2006
Înființarea Mitropoliei Clujului și instalarea lui Bartolomeu Anania ca mitropolit în data de 25 martie 2006 au fost însoțite de o serie de atacuri ale acestuia la adresa politicienilor, la adresa BRU și a nunțiului Jean-Claude Périsset, acuzat că și-ar fi depășit "în mod repetat și persuasiv atribuțiile diplomatice." Comunicatul sinodului mitropolitan ortodox întrunit sub conducerea lui Bartolomeu Anania în data de 5 iulie a avertizat clasa politică că BOR nu va mai fi neutră la viitoarele alegeri în cazul în care va fi reglementată chestiunea retrocedărilor.
Luarea de poziție a mitropolitului Anania a fost criticată de scriitorul Nicolae Prelipceanu, de Doina Cornea și de mai mulți comentatori ai actualității religioase.
Sinodul permanent al BRU, întrunit în ședință extraordinară în data de 19 iulie 2006, a deplâns tergiversarea retrocedării bisericilor greco-catolice și lipsa de decizie din partea autorităților publice.
În anul 2006 au fost puse în aplicare sentințele de restituire în privința a două lăcașuri importante. Astfel, pe 17 februarie 2006 executorul judecătoresc din Satu Mare a pus în executare decizia Curții de Apel Oradea de punere în posesie a parohiei române unite cu Roma din Satu Mare ca proprietar al Bisericii Sfinții Arhangheli. Punerea în posesie a avut loc în prezența Detașamentului de Intervenție Rapidă a Poliței Satu Mare, ca urmare a faptului că parohia ortodoxă s-a opus până în ultimul moment predării lăcașului de cult. În cel de-al doilea caz, având ca obiect predarea Bisericii Sf. Vasile din București, acțiunea s-a desfășurat în mod pașnic pe 28 decembrie 2006. Pe 1 ianuarie 2007, la slujba de hram oficiată de episcopi greco-catolici, au asistat de asemenea un consilier al Patriarhului Teoctist și preotul ortodox care a slujit în biserică până la restituirea ei.

### Evoluția în cursul anului 2007
Pe parcursul anului 2007 a continuat procesul de restituire a imobilelor confiscate BRU în anul 1948. Pe 4 februarie 2007 Episcopia Greco-Catolică de Oradea a reintrat în posesia deplină a Palatului Episcopal Greco-Catolic din Oradea, clădire aflată într-o stare avansată de degradare. Monumentul de arhitectură a fost renovat în cursul anului 2007 și redat în folosință în luna octombrie a aceluiași an. Tot în luna octombrie a fost inaugurat noul sediu al Bibliotecii Județene „Gheorghe Șincai” din Oradea, care funcționase anterior în Palatul Episcopal confiscat de autoritățile comuniste.
În instanțele judecătorești a continuat dezbaterea pricinilor având drept obiect retrocedarea bisericilor greco-catolice. Între cauzele mai notabile s-au remarcat cele legate de Biserica „Sf. Nicolae” din Orăștie, restituită de Curtea de Apel Alba Iulia pe 13 septembrie 2007, „Biserica Adormirea Maicii Domnului” din Arad, restituită de Tribunalul Arad pe 10 octombrie 2007, după rejudecarea procesului, Biserica din Viile-Satu-Mare, restituită de Curtea de Apel Constanța, Biserica Seminarului Greco-Catolic Oradea, cauză strămutată la Tribunalul Mureș, Biserica „Buna Vestire” din Brașov etc. În fața CEDO au continuat cele patru acțiuni-pilot formulate de Biserica Română Unită în contradictoriu cu Statul Român. Pe 5 decembrie 2007 Curtea Europeană a întocmit expunerea faptelor în cauza Parohia Greco-Catolică Sf. Vasile-Polonă contra Statului Român.

### Evoluția în cursul anului 2008

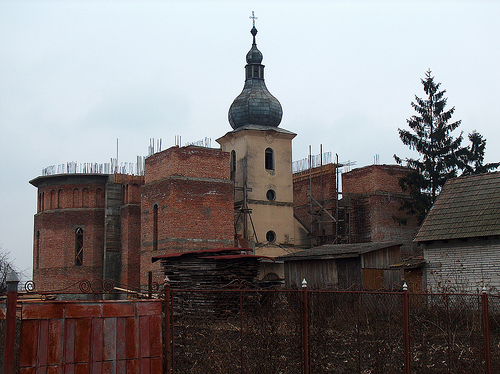
Vechea biserică greco-catolică din Ungheni (monument istoric), înghițită de construcția noii biserici ortodoxe (martie 2008)

La începutul anului 2008 au fost restituite mai multe biserici greco-catolice, între care cea din Șiria, a cărei predare-primire s-a făcut în mod pașnic pe 16 februarie 2008, și biserica din Vălanii de Beiuș, Bihor, pusă în posesia BRU prin executor judecătoresc la data de 28 martie 2008, în prezența efectivelor de jandarmi. Episcopia Română Unită de Oradea și-a declarat încă din 25 martie 2008 disponibilitatea ca lăcașul respectiv să fie folosit și de comunitatea ortodoxă, propunere reiterată ulterior la fața locului, dar refuzată de partea ortodoxă, apoi acceptată pe 30 martie de episcopul Sofronie Drincec al Episcopiei Ortodoxe a Oradiei, și în dimineața zilei de 2 aprilie de mitropolitul Bartolomeu Anania, care apoi în dupămasa aceleiași zile s-a răzgândit. În data de 6 aprilie 2008 a avut loc în biserica din Vălani prima slujbă duminicală greco-catolică de după anul 1948. O săptămână mai târziu, pe 13 aprilie 2008, a avut loc prima slujbă greco-catolică de după 1948 în biserica din Prisaca, Bihor, unde de asemenea a fost convenită folosirea prin alternanță a lăcașului de cult.
În data de 5 mai 2008 Protoieria Ploiești a Bisericii Ortodoxe Române a făcut publică restituirea casei parohiale greco-catolice din Ploiești. Predarea-primirea imobilului, situat în str. I. L. Caragiale nr. 33, a avut loc în data de 13 mai 2008.
Pe 8 mai 2008 parohia ortodoxă Ungheni a început demolarea vechii biserici greco-catolice din localitate, în ciuda protestului Arhiepiscopiei Unite de Alba Iulia și Făgăraș.
În data de 12 mai 2008 arhiepiscopul ortodox Andrei Andreicuț și-a exprimat regretul pentru situația din Ungheni și a declarat că dacă ar fi să înceapă acum lucrările pentru o nouă biserică ortodoxă, nu ar mai construi-o peste cea greco-catolică. În prima jumătate a lunii mai 2008 Congresul SUA a cerut ambasadei României la Washington lămuriri în privința demolării bisericii greco-catolice de la Ungheni.

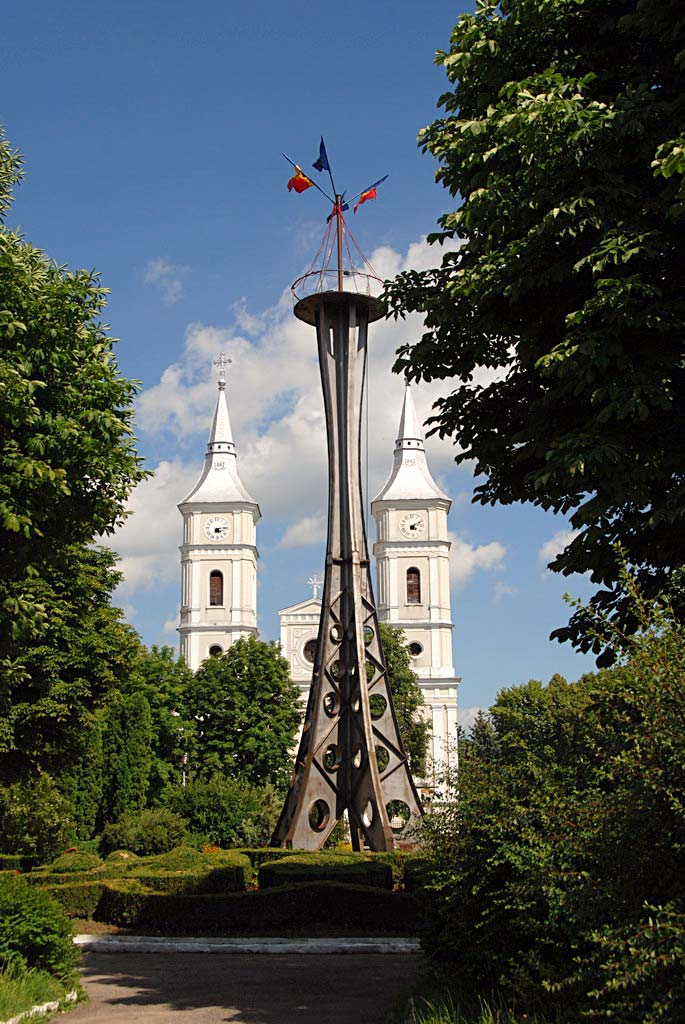
Biserica vicarială (grănicerească) Sf. Nicolae din Năsăud, a cărei cauză se află a treia oară pe rolul Curții de Apel Cluj (2012)

În data de 22 aprilie 2008 Tribunalul Mureș a admis acțiunea în revendicare formulată de Episcopia Română Unită de Oradea cu privire la Biserica Sf. Gheorghe din Oradea, a Seminarului Greco-Catolic, lăcaș folosit de o parohie ortodoxă. Cauza fusese strămutată la Târgu Mureș în cursul anului 2007 prin decizia ÎCCJ, la cererea pârâtei. Pe 24 aprilie 2008 Tribunalul Sibiu a respins acțiunea Parohiei Greco-Catolice Sibiu-Cibin în contradictoriu cu Parohia Ortodoxă Română Sibiu-Cibin, având ca obiect Biserica Sf. Petru și Pavel din Sibiu, ca urmare a admiterii unei excepții formulate de pârâtă. Primul termen de apel a fost fixat în această cauză pentru data de 18 septembrie 2008 la Curtea de Apel Alba Iulia. Pe 19 iunie Curtea de Apel Oradea a admis în mod irevocabil acțiunea Parohiei Române Unite Pomi, Satu Mare în contradictoriu cu Parohia Ortodoxă Română Pomi. În data de 30 iunie 2008 Curtea de Apel Timișoara a respins apelul declarat de pârâta Parohia Ortodoxă Română Nr. 1 din Salonta în contradictoriu cu Parohia Română Unită Salonta. Astfel sentința dată de Tribunalul Bihor, prin care a fost admisă acțiunea în revendicare formulată de Parohia Română Unită Salonta, a devenit executorie.
Curtea Constituțională a respins prin decizia nr. 616 din 27 mai 2008 excepția de neconstituționalitate ridicată de Parohia Ortodoxă Română Cașva în procesul purtat cu Parohia Română Unită Cașva. De asemenea Parohia Ortodoxă Șișești a invocat o excepție de neconstituționalitate în procesul purtat cu Parohia Română Unită Șișești, astfel încât Tribunalul Maramureș a suspendat procesul în data de 2 iunie 2008, până la pronunțarea Curții Constituționale. În data de 11 noiembrie 2008 Curtea Constituțională a respins excepția de neconstituționaliate invocată de POR Șișești și a stabilit că prevederile art. 3 din decretul-lege 126/1990, astfel cum au fost modificate prin OUG 64/2004, ordonanță aprobată prin legea 182/2005 (vezi supra), sunt în conformitate cu constituția României.
În duminica din 13 iulie 2008 a avut loc în biserica greco-catolică din Șimand, Arad prima liturghie greco-catolică după 60 de ani.
Curțile de apel din România au pronunțat și în a doua jumătate a anulului 2008 decizii favorabile parohiilor greco-catolice. Astfel, pe 19 septembrie 2008 Curtea de Apel Alba Iulia a admis apelul Episcopiei Române Unite de Lugoj în contradictoriu cu POR Nr. 2 Lupeni, în data de 24 septembrie Curtea de Apel Oradea a respins recursurile parohiilor ortodoxe Moftinu Mic și Culciu Mare, în data de 10 octombrie Curtea de Apel Cluj a admis recursul parohiei unite Budești, în data de 21 octombrie Curtea de Apel Alba Iulia a admis apelul PRU Ștei, iar în 31 octombrie Curtea de Apel Suceava a admis acțunea civilă formulată de Parohia Română Unită Cașva în contradictoriu cu pârâta Parohia Ortodoxă Română Cașva, în urma strămutării cauzei de către ÎCCJ la instanțele din Suceava.
În data de 19 octombrie 2008 comunitatea greco-catolică din Pocola și-a reintrat pe deplin în drepturile sale asupra bisericii unite din localitate.

### Evoluția în cursul anului 2009

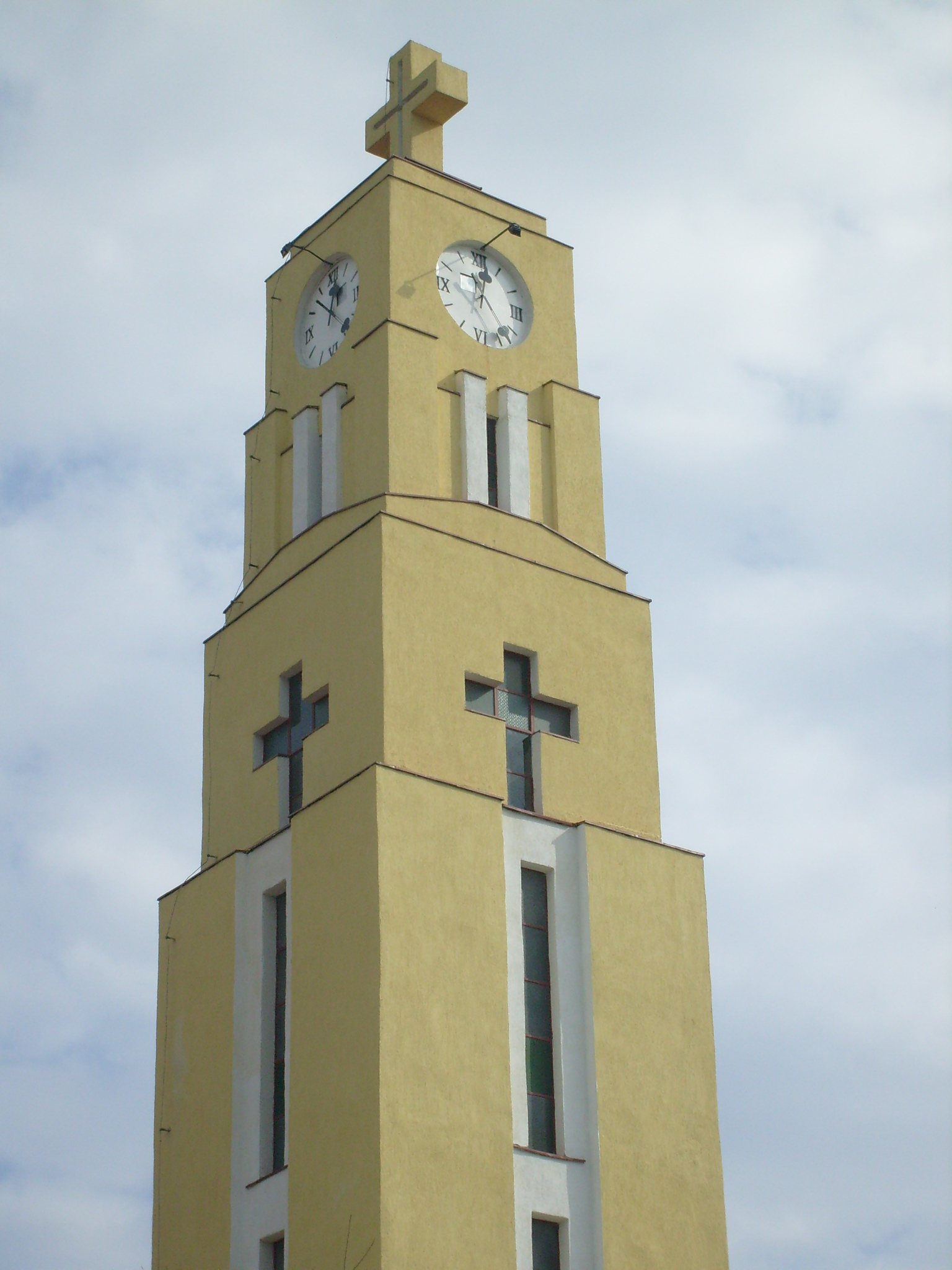
Biserica Buna Vestire din Cluj, ctitorită în anii 1930 de episcopul unit de Cluj-Gherla Iuliu Hossu în stil Bauhaus, specific arhitecturii interbelice

În data de 5 februarie 2009 Curtea de Apel Cluj a admis apelul Parohiei Române Unite Năsăud în procesul privind Biserica Grănicerească din localitate, soluție confirmată în data de 16 octombrie 2009 de ÎCCJ. În data de 13 februarie Tribunalul Hunedoara a admis pe fond acțiunea în revendicare a bisericii din Lupeni, iar Curtea de Apel Alba Iulia a respins în mod definitiv și irevocabil recursul Parohiei Ortodoxe Române Daia. În data de 29 ianuarie ÎCCJ a respins recursul formulat de Parohia Ortodoxă Română Arad-Șega II, iar în data de 19 februarie aceeași instanță a respins de asemenea în mod irevocabil recursul Parohiei Ortodoxe Române Șișești, Maramureș.
În data de 31 martie 2009 Curtea de Apel Târgu Mureș a confirmat sentința prin care Tribunalul Mureș a dispus retrocedarea Bisericii Seminarului din Oradea către Episcopia Română Unită de Oradea Mare. În data de 25 mai 2010 Înalta Curte de Casație și Justiție a casat sentința și decizia Curții de Apel Mureș pe motiv de necompetență materială și a trimis cauza spre rejudecare pe fond la Judecătoria Târgu Mureș. Anterior, în data de 13 iunie 2007, chiar ÎCCJ trimisese cauza pentru judecare pe fond la Tribunalul Mureș.

### Evoluția în cursul anului 2010
În data de 5 martie 2010 Înalta Curte de Casație și Justiție a respins în mod definitiv și irevocabil recursul formulat de Parohia Ortodoxă Cașva împotriva deciziei de retrocedare pronunțată de Curtea de Apel Suceava.
În data de 13 aprilie 2010 Tribunalul Cluj a admis cererea de retrocedare a Bisericii Buna Vestire din cartierul clujean Iris, soluție confirmată de Curtea de Apel Cluj în data de 1 octombrie 2010.
În data de 1 iulie 2010 a fost executată silit sentința de retrocedare a bisericii greco-catolice din Bocșa, Sălaj, iar pe 4 iulie a avut loc în respectivul lăcaș de cult prima liturghie greco-catolică după exproprierea sa în anul 1948.
În ședința Sf. Sinod al BOR din 6-8 iulie 2010 au fost luate în discuție relațiile cu Biserica Română Unită. Sfântul Sinod a hotărât să adreseze acesteia invitația de a relua dialogul cu Biserica Ortodoxă Română pentru rezolvarea diferendelor de natură patrimonială.

### Evoluția în cursul anului 2011
În data de 31 martie 2011 Sfântul Sinod al Bisericii Ortodoxe Române a restituit tablourile cu chipurile unor ierarhi blăjeni, tablouri care în anul 1948 se aflau în Palatul Mitropolitan din Blaj. Colecția a fost păstrată în depozitele Bibliotecii Sf. Sinod și retrocedată pe cale amiabilă.
În data de 8 aprilie 2011 Departamentul de Stat al SUA a reliefat faptul că sistemul juridic românesc este influențat politic și că guvernul nu a luat măsuri efective în vederea retrocedării bisericilor greco-catolice.
În data de 27 mai 2011 executorul judecătoresc a fost împiedicat să pună în executare decizia civilă nr. 120 din 31 octombrie 2008, învestită cu formulă executorie la 20 ianuarie 2011, prin care Curtea de Apel Suceava a dispus retrocedarea către Parohia Română Unită Cașva a bisericii greco-catolice din localitate, una din cele trei biserici existente la fața locului.
În data de 15 iunie 2011 ÎCCJ a respins ca nefondat recursul Parohiei Române Unite Lupeni împotriva deciziei prin care Curtea de Apel Alba Iulia a admis apelul Parohiei Ortodoxe Române Lupeni împotriva sentinței din 13 februarie 2009, de admitere a acțiunii în revendicare formulată de reclamantă. Judecătoarea Andreia Liana Constanda de la instanța supremă a formulat opinie separată, în sensul admiterii recursului PRU Lupeni, modificării deciziei Curții de Apel Alba Iulia și respingerii apelului declarat de POR Lupeni împotriva sentinței din 13 februarie 2009 a Tribunalului Hunedoara, considerată legală și temeinică.
La 1 iulie 2011 Judecătoria Târgu Mureș a admis pentru a treia oară pe fond acțiunea în revendicare privind Biserica Seminarului din Oradea.
În data de 15 septembrie 2011 Curtea de Apel Timișoara a confirmat sentința prin care Tribunalul Arad a admis acțiunea în revendicare privitoare la biserica situată în str. M. Eminescu nr. 57/A din Arad.
În data de 19 octombrie 2011 Tribunalul Maramureș a decis restituirea Catedralei Adormirea Maicii Domnului din Baia Mare.
În 2 decembrie 2011 a fost pusă în executare, prin intermediul executorului judecătoresc, sentința de restituire a bisericii greco-catolice din Sânlazăr, Bihor.

### Evoluția în cursul anului 2012

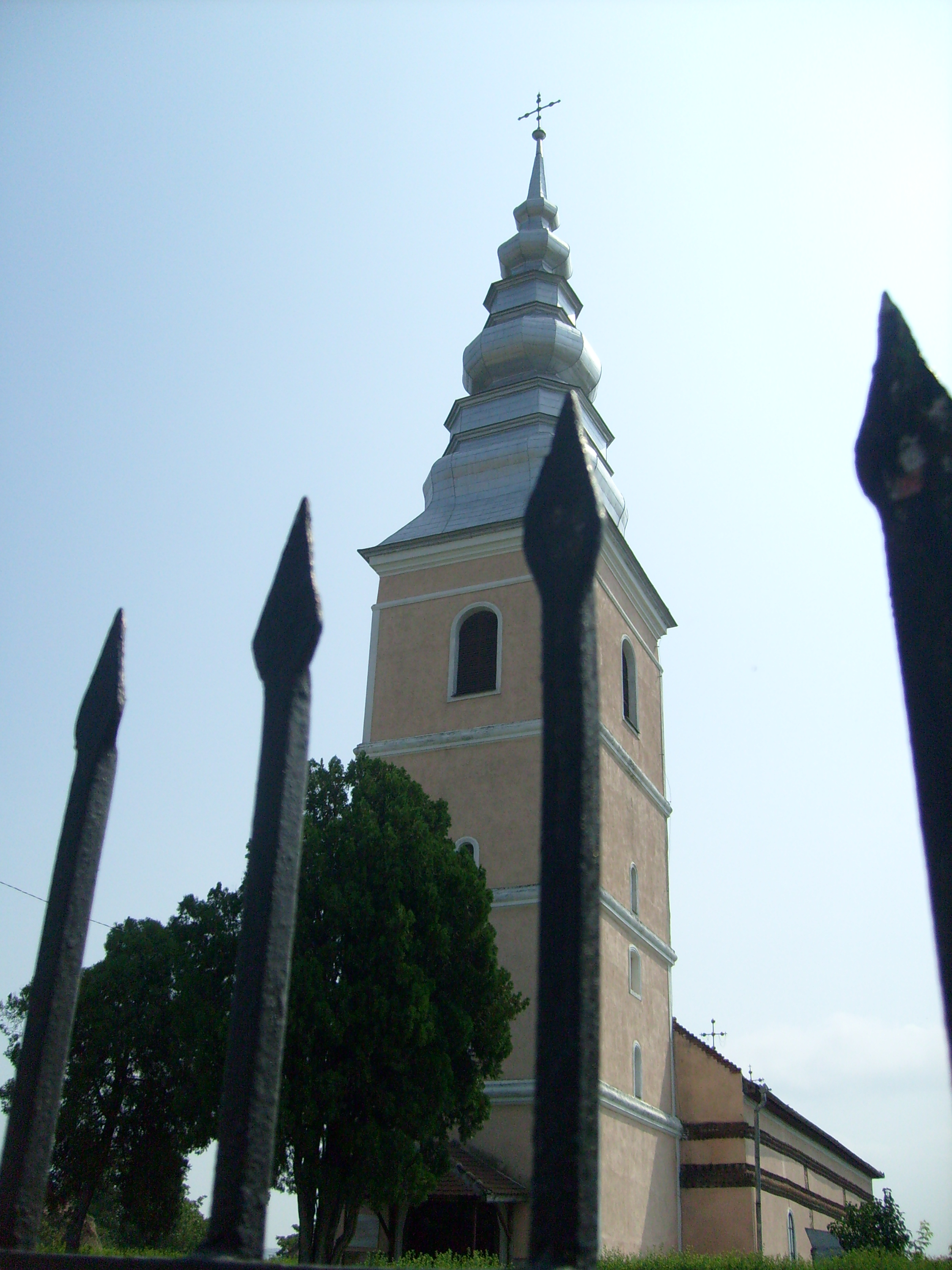
Biserica unită Sf. Treime din cartierul Maieri, Alba Iulia

Pe 27 ianuarie 2012 Curtea de Apel Cluj a respins apelul Parohiei Ortodoxe Române împotriva sentinței de restituire a Bisericii Bunavestire din cartierul clujean Iris. În aceeași dată Tribunalul Mehedinți a decis restituirea bisericii greco-catolice din Hodac, Mureș.
În data de 3 mai 2012 parohia greco-catolică din Vășad a intrat în posesia bisericii greco-catolice din localitate.
În data de 5 iunie Parohia Română Unită Maieri din Alba Iulia a obținut anularea de către Judecătoria Alba Iulia a contractului de vânzare-cumpărare prin care în anul 2004 Parohia Ortodoxă Română Maieri II-Alba Iulia a înstrăinat către parohul ortodox Ioan Lazăr și către soția acestuia (ca persoane fizice) casa parohială a Bisericii Unite din Maieri, a cărei retrocedare a fost solicitată de BRU în anul 2003. În curtea aferentă acestei clădiri se află în stare de paragină mormintele mai multor clerici uniți, între care cel al mitropolitului Atanasie Anghel. Apelul formulat de preotul ortodox și de soția sa a fost respins de Tribunalul Alba în data de 27 noiembrie 2012.
În perioada august-decembrie parohiile greco-catolice din Șișești, Budești, Vintere și Sărsig au reintrat în posesia bisericilor lor parohiale.

### Evoluția în cursul anului 2013
Camera Deputaților a respins în data de 16 aprilie 2013 inițiativa legislativă a deputatului Ioan Oltean și a fostului deputat Augustin Zegrean (devenit judecător la Curtea Constituțională), inițiativă care urmărea atribuirea către cultul majoritar a lăcașelor de cult și caselor parohiale aflate în dispută, prevedere care ar fi avantajat Biserica Ortodoxă Română.
În data de 21 mai 2013, în raportul de țară privind libertatea religioasă, Departamentul de Stat al Statelor Unite ale Americii a criticat decizia Curții de Apel Cluj din 28 martie 2012, prin care această instanță a schimbat sentința de restituire a Catedralei din Baia Mare, pe motiv că Biserica Ortodoxă are mai mulți credincioși decât Biserica Română Unită (Greco-Catolică).
În data de 14 iunie 2013 a fost pusă în executare sentința de retrocedare a Bisericii Seminarului Greco-Catolic din Oradea.
În data de 20 iunie 2013 Curtea de Apel Alba Iulia a respins în mod definitiv și irevocabil recursul pârâților în cauza privind Biserica din Maieri-Alba Iulia.
În data de 9 iulie 2013 Departamentul de Stat al Statelor Unite a emis un document în care arată că administrația Statelor Unite tratează în mod prioritar problema restituirii de către statul român a proprietăților confiscate Bisericii Greco-Catolice după anul 1945. Ministerul Român al Afacerilor Externe a luat notă de preocuparea administrației americane și a arătat că „principala formă de reparație avută în vedere de lege este restituirea în natură.”
În data de 5 noiembrie 2013 a fost pusă în executare sentința de retrocedare a bisericii greco-catolice din Ramna, Caraș-Severin.
În data de 7 noiembrie 2013 procedura de aplicare a sentinței de retrocedare privind Mănăstirea Bixad a fost suspendată la intervenția Consiliului Județean Satu Mare, care a obținut în acest sens o ordonanță a Judecătoriei din Negrești Oaș. Anterior, în data de 12 septembrie, Tribunalul Satu Mare a încuviințat punerea în practică a sentinței de retrocedare.
Curtea Europeană a Drepturilor Omului a dat în data de 19 noiembrie 2013 câștig de cauză comunității greco-catolice din Bogdan Vodă și a condamnat Statul Român pentru faptul că nu a dus la bun sfârșit executarea hotărârii judecătorești conform căreia credincioșii greco-catolici să se poată ruga în biserica greco-catolică din localitate.

### Evoluția în cursul anului 2014
În data de 13 aprilie 2014 a fost retrocedată biserica greco-catolică din Rădești, Alba.
În data de 6 mai 2014 Înalta Curte de Casație și Justiție a decis aplicabilitatea decretului 177 din 1948 și a respins recursul Parohiei Române Unite Iris din Cluj. Parohia Unită a obținut în anul 2010 câștig de cauză în fond și apel (vezi supra), însă deciziile au fost casate de ÎCCJ în 29 iunie 2011, după care Parohia Unită a primit din nou câștig de cauză în data de 27 ianuarie 2012, decizia fiind din nou casată de ÎCCJ, pe 7 februarie 2013.